# وانجمن بليد

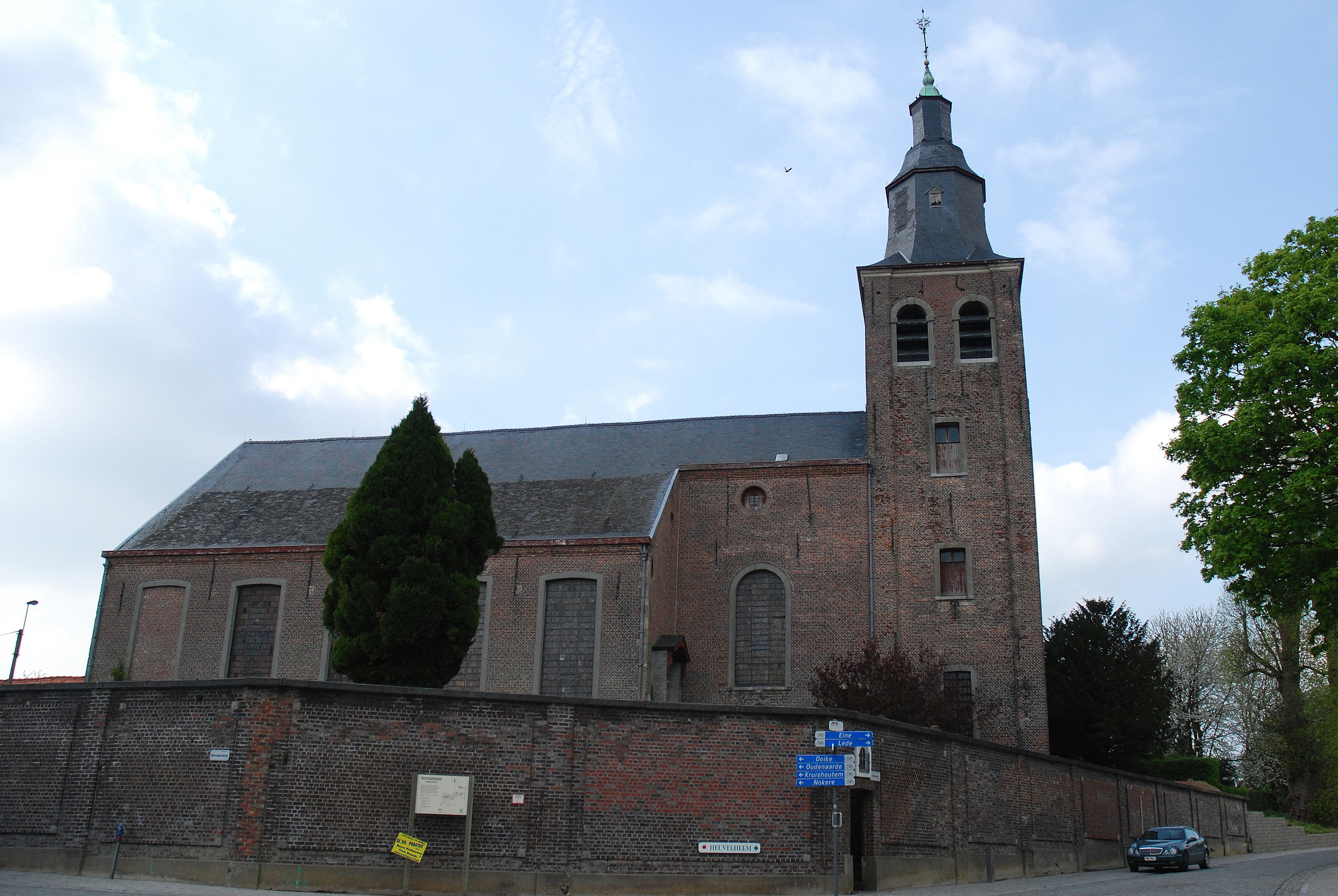
كنيسة سانت ماخوتوس في المدينة

وانجم ليد[بحاجة لمصدر] (بلغات بلجيكا: Wannegem-Lede) هي مدينة واقعة في محافظة فلاندر الشرقية في الإقليم الفلامندي في بلجيكا.